# FIFA Football 2002
FIFA Football 2002, i Nordamerika känt som FIFA Soccer 2002 eller FIFA 2002, är ett fotbollsspel utgivet i november 2001, producerat av Electronic Arts och utgivet av EA Sports.
Spelet fick främst god kritik.

### Fotnoter
1. ↑  FIFA Soccer 2002